# Róbert Rák
Róbert Rák (né le 15 janvier 1978 à Rimavská Sobota en Tchécoslovaquie) est un joueur de football slovaque.
Il est notamment connu pour avoir fini deux fois meilleur buteur du championnat de Slovaquie en 2006 (21 buts) et en 2010 (18 buts).